# Baltská fotbalová liga
Baltská fotbalová liga (oficiálním názvem TrioBet Baltic League podle názvu sponzora) byla mezinárodní fotbalovou soutěží v Pobaltí. Vznikla v roce 2007, inspirací byla Baltská basketbalová liga (Baltic Basketball League) a skandinávská fotbalová soutěž Royal League.
Odehrály se pouze čtyři ročníky, poslední v roce 2011. Ligy se účastnily čtyři nejlepší kluby Litvy, Lotyšska a Estonska, v roce 2009 byl počet účastníků rozšířen na 16. Soutěž ovládly celky z Lotyšska (celkem tři tituly), litevský klub vyhrál jednou. Žádnému estonskému mužstvu se zvítězit nepodařilo, nedostalo se ani do finále.

## Přehled finálových zápasů
Zdroj:
| Ročník  | Vítěz                 | Finalista             | Výsledek              |
| ------- | --------------------- | --------------------- | --------------------- |
| 2007    | FK Liepājas Metalurgs | FK Ventspils          | 3:1, 5:1              |
| 2008    | FBK Kaunas            | Skonto FC             | 2:1                   |
| 2009/10 | FK Ventspils          | FK Sūduva Marijampolė | 3:3 prodl. (5:3 pen.) |
| 2010/11 | Skonto FC             | FK Ventspils          | 1:1 prodl. (5:4 pen.) |